# Карол Росин
Карол Сю Росин (на английски: Carol Sue Rosin) е американски учен и писател.

## Биография
Родена е в щата Делауеър на 29 март 1944 г. Завършва университета в Делауеър. Сега д-р Карол Росин е автор на книги и консултант в областта на НЛО. Занимава се с хора отвличани от извънземни.
Тя печели в САЩ Наградата за космически и хуманитарни приноси през 2000 г.
Карол Сю Росин е и директор на Institute for Cooperation in Space (ICIS).